# Maxillopoda
Die Maxillopoda (lat. maxilla „Kinnbacken“, „Kiefer“; gr. πούς „Fuß“) sind eine Klasse im Wasser lebender (aquatischer) Krebstiere. Sie sind durch eine Reduktion des Abdomens und seiner Anhangsgebilde charakterisiert. Der Kopf besteht aus bis zu fünf, der Thorax aus sechs und das Abdomen aus vier Segmenten und dem Telson. An den abdominalen Segmenten fehlen die Anhänge.
Bei den „Maxillopoda“ handelt es sich um keine monophyletische Gruppe. Nach Ansicht der meisten Autoren ist es ein Verlegenheits-Taxon, in dem die nicht in die anderen Klassen zuordenbaren Taxa gesammelt wurden.
Nach neueren Erkenntnissen, vor allem auf Basis genetischer Untersuchungen (Phylogenomik) wird seit 2013 ein neues Modell favorisiert: Demnach zerfallen die Pancrustacea (die Krebstiere, unter Einschluss der Hexapoda) in drei Gruppen, benannt als Oligostraca, Multicrustacea und Allotriocarida. Zu den Oligostraca gehören die Mystacocarida, die Ostracoda (Muschelkrebse), sowie die Pentastomida (Zungenwürmer) und Branchiura (Fischläuse), die Schwestergruppen sind und zusammen das Taxon der Ichthyostraca bilden. Die Copepoda und die Thecostraca (einschließlich der mit ihnen nahe verwandten, möglicherweise in sie eingeschachtelten Tantulocarida) gehören hingegen in die Gruppe der Multicrustacea und sind nicht näher mit ihnen verwandt. Diese Daten wurden in den neueren Analysen so bestätigt und gelten inzwischen als gut abgesichert. Sie sind aber meist noch nicht in allgemeine und angewandte biologische Texte und Lehrbücher aufgenommen worden. Ein Taxon „Maxillopoda“ wird daher aktuell nicht mehr vertreten.